# Ministre-président de la Communauté germanophone de Belgique
Le ministre-président de la Communauté germanophone de Belgique (en allemand : Ministerpräsident der deutschsprachigen Gemeinschaft) est le chef du gouvernement de la Communauté germanophone de Belgique.

## Nomination

### Procédure
Le ministre-président est désigné par le gouvernement communautaire en son sein, selon la règle du consensus. Si celui-ci ne peut être dégagé, le ministre-président est élu au scrutin secret et à la majorité absolue.
L'élection est ratifiée par le roi des Belges.

## Titulaires
| Titulaire    | Titulaire                   | Parti | Mandat                                                         | Gouvernement | Coalition | Coalition | Coalition | Coalition | Coalition | Législature |
| Titulaire    | Titulaire                   | Parti | Mandat                                                         | Gouvernement | Ecolo     | SP        | ProDG     | CSP       | PFF       | Législature |
| ------------ | --------------------------- | ----- | -------------------------------------------------------------- | ------------ | --------- | --------- | --------- | --------- | --------- | ----------- |
|              | Bruno Fagnoul (1936-2023)   | PFF   | 6 juin 1984 – 3 décembre 1986 (2 ans, 5 mois et 27 jours)      | Fagnoul      |           | SP        |           | CSP       | PFF       | 1re         |
|              | Joseph Maraite (1949-2021)  | CSP   | 3 décembre 1986 – 14 juillet 1999 (12 ans, 7 mois et 11 jours) | Maraite I    |           |           |           | CSP       | PFF       | 2e          |
| Maraite II   | Joseph Maraite (1949-2021)  | CSP   | 3 décembre 1986 – 14 juillet 1999 (12 ans, 7 mois et 11 jours) |              | SP        |           | CSP       | PFF       | 3e        |             |
| Maraite III  | Joseph Maraite (1949-2021)  | CSP   | 3 décembre 1986 – 14 juillet 1999 (12 ans, 7 mois et 11 jours) |              | SP        |           | CSP       |           | 4e        |             |
|              | Karl-Heinz Lambertz (1952-) | SP    | 14 juillet 1999 – 30 juin 2014 (14 ans, 11 mois et 16 jours)   | Lambertz I   | Ecolo     | SP        |           |           | PFF       | 5e          |
| Lambertz II  | Karl-Heinz Lambertz (1952-) | SP    | 14 juillet 1999 – 30 juin 2014 (14 ans, 11 mois et 16 jours)   |              | SP        | ProDG     |           | PFF       | 6e        |             |
| Lambertz III | Karl-Heinz Lambertz (1952-) | SP    | 14 juillet 1999 – 30 juin 2014 (14 ans, 11 mois et 16 jours)   |              | SP        | ProDG     |           | PFF       | 7e        |             |
|              | Oliver Paasch (1971-)       | ProDG | Depuis le 30 juin 2014 (10 ans, 9 mois et 13 jours)            | Paasch I     |           | SP        | ProDG     |           | PFF       | 8e          |
| Paasch II    | Oliver Paasch (1971-)       | ProDG | Depuis le 30 juin 2014 (10 ans, 9 mois et 13 jours)            |              | SP        | ProDG     |           | PFF       | 9e        |             |
| Paasch III   | Oliver Paasch (1971-)       | ProDG | Depuis le 30 juin 2014 (10 ans, 9 mois et 13 jours)            |              |           | ProDG     | CSP       | PFF       | 10e       |             |